# Rihards Eigims
Rihards Eigims (ur. 1 maja 1962 w Svente) – łatgalski polityk, były przewodniczący Światła Łatgalii. W latach 2001–2003 i w 2009 burmistrz Dyneburga, od 2010 poseł na Sejm Republiki Łotewskiej. 

## Życiorys
W latach 1980–1983 służył we Flocie Czarnomorskiej. W 1990 ukończył studia prawnicze w Ryskim Oddziale Mińskiej Wyższej Szkoły Ministerstwa Spraw Wewnętrznych ZSRR. 
Od 2001 do 2003 pełnił obowiązki burmistrza Dyneburga, gdy jego partia Światło Łatgalii uzyskała w wyborach z marca 2001 większość głosów w radzie miejskiej. W czasie sprawowania funkcji spotykał się z zarzutami nadużyć finansowych i autorytarnego stylu rządzenia. W 2003 w funkcji burmistrza zastąpiła go Rita Strode stojąca na czele koalicji Łotewskiej Drogi i Dyneburskiej Partii Miejskiej. 1 lipca 2009 Eigims powrócił na stanowisko burmistrza jako kandydat Łotewskiej Socjaldemokratycznej Partii Robotniczej, która miesiąc wcześniej wygrała wybory uzyskując 30% głosów w mieście (za jego wyborem głosowało 8 z 15 radnych, za Strode: 7). 1 września został odwołany z funkcji, jednak jeszcze tego samego dnia przywrócony na urząd burmistrza. 24 września 2009 rada miejska Dyneburga zdecydowała o jego ostatecznym odwołaniu. W 2006 ubiegał się z listy LSDSP o miejsce w Sejmie IX kadencji. W 2002 kandydował do Sejmu z ramienia Światła Łatgalii. Od 2001 do 2010 nieprzerwanie zasiadał w radzie miasta. 
Interesuje się sportem (szczególnie hokejem), był trzykrotnym mistrzem Łotwy.
W wyborach w 2010 ubiegał się z powodzeniem o mandat poselski z ramienia Związku Zielonych i Rolników. W wyborach w 2011 uzyskał reelekcję do parlamentu. Jest reprezentantem Łotewskiej Partii Zielonych.